# ペロスピロン

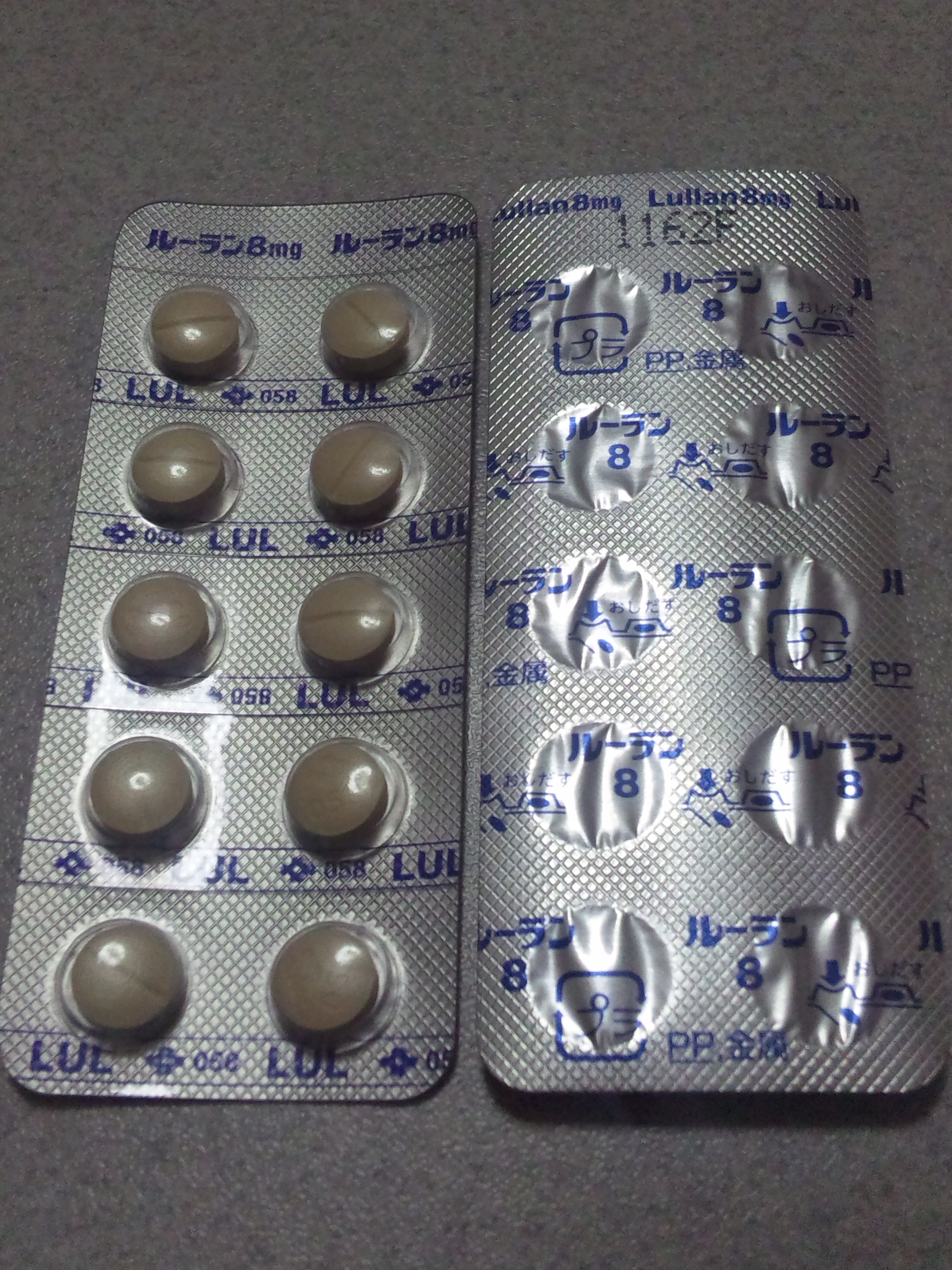
ルーラン錠8mg

ペロスピロン（英語: Perospirone）は、非定型抗精神病薬のひとつ。ペロスピロンは日本国内で統合失調症治療薬として承認を受けている。アメリカでは販売されていない。商品名ルーラン(Lullan)。
ペロスピロンは国産初のセロトニン・ドーパミン拮抗薬 (SDA) であり、国内で2番目に承認された非定型抗精神病薬である。
旧住友製薬が開発、現在は大日本住友製薬が製造・販売している。薬価は非定型抗精神病薬の中では安い部類に入る。

## 薬理
ペロスピロンはアザピロン系に分類される非定型抗精神病薬であり、ドパミンD2受容体および、セロトニン5-HT2受容体拮抗作用がある。ペロスピロンはリスペリドンに似た精神薬理作用をもっている。
ペロスピロンの抗精神作用はドパミンD2受容体への拮抗作用によるものと考えられている。セロトニン5HT2受容体拮抗作用もまたペロスピロンの有効性に影響している可能性がある。ペロスピロンはまた、5-HT1A受容体の部分作動薬として作用する。 

## 日本での経緯
ルーラン錠は、2000年12月に承認され、2001年2月に発売された。

## 副作用
主な副作用は錐体外路症状（アカシジア、ジスキネジア、振戦、筋剛直）、構音障害、流涎、不眠、眠気、焦燥・不安、だるさ、心拍数の増加など。また嘔吐、噯気（ゲップ）を抑える作用がある。このため呑気症の患者が使用するとゲップを出せなくなり、腹部膨満感の症状が悪化する恐れがある。
重大な副作用とされているものは、
- 悪性症候群 (Syndrome malin) 、遅発性ジスキネジア、痙攣
- 無顆粒球症、白血球減少
- 肺塞栓症、深部静脈血栓症
- 高血糖、糖尿病性ケトアシドーシス、糖尿病性昏睡
- 横紋筋融解症、麻痺性イレウス
- 抗利尿ホルモン不適合分泌症候群 (SIADH)

である。